# Adelaide United FC
A Adelaide United FC egy 2003-ban alapított ausztrál labdarúgócsapat, melynek székhelye Dél-Ausztrália államban, Adelaide városában található és az ország legmagasabb osztályában a A-Leagueben szerepel. A klub az egyetlen csapat Dél-Ausztráliában és a hazai mérkőzéseit a Hindmarsh Stadiumban játsszák. 2003-ban a Adelaide City FC csapatából alakult meg, miután az utolsó NSL szezonban a 3. helyen végeztek a bajnokságban.

## Jelenlegi keret
2019. május 12-i állapotnak megfelelően.
| #  |     | Poszt | Név                    |
| -- | --- | ----- | ---------------------- |
| 1  | AUS | K     | Daniel Margush         |
| 2  | AUS | V     | Michael Marrone        |
| 4  | ENG | KP    | Ryan Strain            |
| 6  | AUS | KP    | Vince Lia              |
| 7  | AUS | KP    | Ryan Kitto             |
| 8  | ESP | KP    | Isaías ()              |
| 11 | AUS | CS    | Craig Goodwin          |
| 14 | AUS | CS    | George Blackwood       |
| 16 | AUS | KP    | Nathan Konstandopoulos |
| 17 | AUS | CS    | Nikola Mileusnic       |

| #  |     | Poszt | Név                   |
| -- | --- | ----- | --------------------- |
| 18 | AUS | KP    | Lachlan Brook         |
| 20 | AUS | K     | Paul Izzo             |
| 22 | DEN | V     | Michael Jakobsen      |
| 23 | AUS | V     | Jordan Elsey          |
| 24 | AUS | CS    | Pacifique Niyongabire |
| 26 | AUS | KP    | Ben Halloran          |
| 27 | AUS | KP    | Louis D'Arrigo        |
| 30 | AUS | K     | Isaac Richards        |
| 31 | GER | KP    | Mirko Boland          |
| 32 | AUS | CS    | Carlo Armiento        |

## Sikerei
- A-League: 2

2005–06, 2015-16
- A-League rájátszás: 1

2015-16
- Ausztrál kupa: 2

2014, 2018

## Csapatkapitányok
| Név              | Évek    |
| ---------------- | ------- |
| Aurelio Vidmar   | 2003–05 |
| Ross Aloisi      | 2005–07 |
| Michael Valkanis | 2007–08 |
| Travis Dodd      | 2008–11 |
| Jonathan McKain  | 2011    |
| Eugene Galeković | 2011–17 |
| Isaías Sánchez   | 2017–   |

## Menedzserek
| Évek      | Név                            |
| --------- | ------------------------------ |
| 2003–2007 | John Kosmina                   |
| 2007–2010 | Aurelio Vidmar                 |
| 2010      | → Phil Stubbins (Megbízott)    |
| 2010–2011 | Rini Coolen                    |
| 2011–2013 | John Kosmina                   |
| 2013      | → Michael Valkanis (Megbízott) |
| 2013–2013 | Josep Gombau                   |
| 2015–2017 | Guillermo Amor                 |
| 2017–2019 | Marco Kurz                     |